# Bulbophyllum manarae
Bulbophyllum manarae é uma espécie de orquídea (família Orchidaceae) pertencente ao gênero Bulbophyllum. Foi descrita por Ernesto Foldats em 1968.